# Toba Khedoori
Toba Khedoori (* 20. November 1964 in Sydney, Australien) ist eine australisch-US-amerikanische, in Los Angeles lebende Künstlerin irakisch-jüdischer Herkunft. Sie ist vor allem für ihre großformatigen Zeichnungen bekannt.

## Leben
Khedoori wurde in Sydney geboren und wuchs in Australien auf. Sie ist die Zwillingsschwester der Künstlerin Rachel Khedoori. Sie studierte bis 1988 am San Francisco Art Institute, 1990 an der Skowhegan School of Painting and Sculpture und bis 1994 an der University of California in Los Angeles. 1994 hatte sie eine Debüt Show gemeinsam mit ihrer Schwester Rachel. Ihre erste europäische institutionelle Einzelausstellung fand 2001 im Museum für Gegenwartskunst in Basel statt.
Toba Khedoori lebt und arbeitet seit 1990 in Los Angeles, Kalifornien.

## Werk
Die Künstlerin überzieht Meter große, aus mehreren Papierbögen zusammengesetzte Flächen mit einer Emulsion aus synthetischem Wachs und schabt sie dann mit einer Rasierklinge glatt. Auf die so präparierte Fläche zeichnet sie nach zahlreichen vorbereitenden Skizzen das endgültige linear angelegte Bild direkt auf das Papier. Gelegentlich verwendet sie dann auch Farben, um dem Gegenstand Plastizität zu geben. Die fertige Zeichnung heftet sie direkt an die Wand.
Der Kunstkritiker Jerry Saltz charakterisierte sie als „visionäre Minimalistin - eine Künstlerin, die den dreidimensionalen Raum des Minimalismus auf einer zweidimensionalen Fläche abbildet“. Die Brücken, Hausfassaden, Fenster oder Gegenstände wie Stühle werden auf ihre Grundstruktur reduziert und wirken daher wie minimalistische Skulpturen. Da der Zeichengrund weich ist, sind Korrekturen kaum möglich, aber es bleiben doch gelegentlich die Schatten von verworfenen Linien oder nicht zu Ende gezeichneten Teilen stehen, wie sich auch die Spuren des Arbeitens und des Arbeitsraumes – etwa Fussel – in die Oberflächen einschreiben und der Perfektion der Zeichnung entgegenstehen.